# Slano - oleandri
Slano - oleandri este o arie protejată (sit de importanță comunitară — SCI) din Croația întinsă pe o suprafață de 80,96 ha, integral pe uscat.

## Localizare
Centrul sitului Slano - oleandri este situat la coordonatele 42°45′56″N 17°53′09″E / 42.76562°N 17.885868°E.

## Înființare
Situl Slano - oleandri a fost declarat sit de importanță comunitară în iulie 2013 pentru a proteja un număr necunoscut de specii din flora spontană și fauna sălbatică aflate în arealul zonei.

## Biodiversitate
Situată în ecoregiunea mediteraneană, aria protejată conține 1 habitat natural: Păduri de Olea și Ceratonia.
La baza desemnării sitului se află un număr nedeclarat de specii protejate.